# Liga Mayor de Fútbol Dominicano 2009
La temporada 2009 de la Liga Mayor de Fútbol Dominicano fue la quinta temporada  de la competición dominicana de fútbol a nivel semiprofesional. Este torneo volvió luego de la pausa en 2008 y su fecha de arranque fue el 15 de febrero del 2009. El torneo fue dedicado al antiguo árbitro de fútbol Andrés Somoza Blanco.
La mitad de los equipos (4) que participaron en la edición anterior del 2007 no participaron en esta edición (Casa España, Montellano, La Romana FC, y Moca FC. En esta edición debutó O&M FC, la cual fue la primera institución educativa en participar en la Liga Mayor de Fútbol Dominicano. También debutó el equipo de la Escuela Bauger del periodista deportivo y entrenador de fútbol argentino radicado en República Dominicana Jorge Rolando Bauger. El equipo de DOSA-La Vega volvió a participar en el torneo luego de una ausencia de 4 años. 
El formato consistió en que los 7 equipos se enfrentase en dos rondas de todos contra todos, para un total de 12 partidos por cada equipo, y en cada una de las 14 rondas un equipo recibiría un bye. El Club Atlético Pantoja logró alzarse con el título en la penúltima jornada cuando venció 4-0 a DOSA-La Vega y en esa misma fecha su perseguidor más cercano Barcelona Atlético cayó 2-1 ante Jarabacoa F.C. Este fue el segundo título de Liga Mayor para Pantoja. 

## Equipos participantes[2]
| Provincia         | N.º | Equipos                                    |
| ----------------- | --- | ------------------------------------------ |
| Distrito Nacional | 3   | Bauger FC, Club Barcelona Atlético, O&M FC |
| La Vega           | 2   | DOSA-La Vega, Jarabacoa FC                 |
| San Cristóbal     | 1   | San Cristóbal FC                           |
| Santo Domingo     | 1   | Club Atlético Pantoja                      |

## Posiciones finales[2]
Campeón.
| Posición | Equipos                 | PJ | PG | PE | PP | GF | GC | DG  | Puntos |
| -------- | ----------------------- | -- | -- | -- | -- | -- | -- | --- | ------ |
| 1        | Club Atlético Pantoja   | 12 | 8  | 3  | 1  | 27 | 10 | +17 | 27     |
| 2        | San Cristóbal FC        | 12 | 5  | 5  | 2  | 17 | 16 | +1  | 20     |
| 3        | Club Barcelona Atlético | 12 | 5  | 3  | 4  | 14 | 9  | +5  | 18     |
| 4        | DOSA-La Vega            | 12 | 5  | 3  | 4  | 16 | 18 | -2  | 18     |
| 5        | Jarabacoa FC            | 12 | 4  | 4  | 4  | 13 | 15 | -2  | 16     |
| 6        | Bauger FC               | 12 | 4  | 2  | 6  | 15 | 16 | -1  | 14     |
| 7        | Universidad O&M FC      | 12 | 1  | 0  | 11 | 7  | 25 | -18 | 3      |

## Goleadores
| Jugador              | Equipo                  | Goles |
| -------------------- | ----------------------- | ----- |
| Manuel Arletti Pérez | Club Atlético Pantoja   | 10    |
| Ambiorix Valenzuela  | San Cristóbal FC        | 7     |
| Ramón Mariano        | Club Barcelona Atlético | 6     |
| Jean Louis Max       | Club Atlético Pantoja   | 5     |
| Widmaes Ausburg      | Club Barcelona Atlético | 5     |